# إستير ليدربيرغ
إستير ميريام زيمر ليدربيرغ (بالإنجليزية: Esther Lederberg) (18 ديسمبر 1922 - 11 نوفمبر 2006) كانت أخصائية أحياء دقيقة أمريكية ورائدة في علم الوراثة البكتيرية. تشمل مساهماتها البارزة اكتشاف الفيروس الجرثومي λ، ونقل الجينات بين البكتيريا بواسطة عملية الانتقال المتخصصة، وتطوير عملية الطلاء المتماثلة، واكتشاف عامل الخصوبة الجرثومي F (F بلازميد).
قامت ليدربيرغ أيضًا بتأسيس وإدارة مركز بلازميد المرجعي الذي انتهت صلاحيته الآن في جامعة ستانفورد، حيث حافظت على بلازميدات من أنواع كثيرة وسمّتها ووزّعتها، تضمنت تدوين ما هو مقاوم للمضادات الحيوية، ومقاوم للمعادن الثقيلة، والفوعة (مقدار حدة الفيروس)، والاقتران، والإقحام، والمغص، والترانسبوزونات (الجينات القافزة)، وغيرها من العوامل غير المعروفة.

## نشأتها
كانت إستير ميريام زيمر الأولى بين طفلين وُلدا في برونكس، نيويورك، لعائلة ذات خلفية يهودية أرثوذكسية. والداها كانا ديفيد زيمر وبولين جيلر زيمر. تبعها شقيقها، بنجامين زيمر، في عام 1923.
طفلة الكساد العظيم، كان غداؤها غالبًا قطعة خبز يعلوها عصير طماطم. تعلمت زيمر اللغة العبرية واستخدمت هذه المهارة للقيام بالخداع في أعياد الفصح.
التحقت زيمر بالمدرسة الثانوية «إيفاندر تشايلدز» في برونكس، وتخرجت في سن 16 عامًا. حصلت على منحة دراسية للالتحاق بكلية هانتر بمدينة نيويورك ابتداءً من الخريف. في الكلية، أرادت زيمر في البداية أن تدرس اللغة الفرنسية أو الأدب، لكنها حولت مجال دراستها إلى الكيمياء الحيوية عكس توصية معلميها، الذين شعروا أن النساء يكافحن للحصول على وظيفة في العلوم.
عملت كمساعد باحث في حديقة نيويورك النباتية، وشاركت في أبحاث على العصيباء المبوغة السميكة (نوع من الفطريات) مع أخصائي علم أمراض النبات برنارد أوجيلفي دودج. حصلت على درجة البكالوريوس في علم الوراثة، تخرجت بتقدير امتياز في عام 1942، في سن العشرين.
بعد تخرجها من هانتر، ذهبت زيمر للعمل كمساعدة أبحاث لألكسندر هولاندر في معهد كارنيجي بواشنطن (فيما بعد مختبر كولد سبرينج هاربور)، حيث واصلت العمل مع العصيبات المبوغة السميكة (نوع من الفطريات) ونشرت أول أعمالها في علم الوراثة.
في عام 1944 حصلت على منحة في جامعة ستانفورد، عملت كمساعد لجورج ويلز بيدل. سافرت غربًا إلى كاليفورنيا، وبعد أن درست في الصيف في محطة هوبكينز البحرية بجامعة ستانفورد بقيادة كورنيليوس فان نيل، التحقت ببرنامج الماجستير في علم الوراثة. منحتها جامعة ستانفورد درجة الماجستير في عام 1946.
في نفس العام، تزوجت من جوشوا ليدربيرغ، الأستاذ بجامعة ويسكونسن. ذهب ليدربيرغ بعد ذلك إلى جامعة ويسكونسن لمتابعة شهادة الدكتوراه.
من 1946 إلى 1949، حصلت على منحة قبل الدكتوراه من قبل المعهد الوطني للسرطان. كانت أطروحتها هي «التحكم الوراثي في قابلية التغيير في بكتريا الإشريكية القولونية». أكملت الدكتوراه تحت إشراف ر.أ. برينك، في عام 1950.

## مساهمات في علم الأحياء المجهرية وعلم الوراثة
التزمت ليدربيرغ في جامعة ويسكونسن في معظم الخمسينيات. كانت هناك حيث اكتشفت عاثية لامدا، أجرت بحثًا مبكرًا حول العلاقة بين التورم ودورة المستذيب لعاثية لامدا، واكتشفت عامل الخصوبة F للإشريكية القولونية مع لويجي لوكا كافالي-سفورزا (نُشر أخيرًا مع جوشوا ليدربيرغ)، مُبتكرة أول تطبيق ناجح لعملية الطلاء المتماثلة مع جوشوا ليدربيرغ، وساعدت على اكتشاف وفهم الآليات الوراثية للانتقال المتخصص.
وضعت هذه المساهمات الأساس لكثير من أعمال الوراثة المنجزة في النصف الأخير من القرن العشرين.

### عاثيات لامدا (λ)
كانت إستير ليدربيرغ أول من فرز البكتيريا. ذكرت لأول مرة هذا الاكتشاف في عام 1951 بينما كانت طالبة دكتوراه، وقدمت لاحقًا وصفًا مفصلًا في صفحة لعام 1953 ضمن مجلة علم الوراثة.
كانت تعمل مع السلالة «الإشريكية القولونية كي 12» التي حُوّرت باستخدام الأشعة فوق البنفسجية. عندما حضنت خليطًا من سلالة متحولة مع سلالة الأم «الإشريكية القولونية كي 12» على طبق أجار، شاهدت لويحات، والتي كان معروفًا أنها ناجمة عن العاثيات.
كان مصدر العاثيات هو سلالة الأبوَين «كي 12». العلاج بالأشعة فوق البنفسجية قد «شفى» البكتيريا من المسخ، مما يجعلها حساسة للعدوى من قبل نفس العاثية التي تنتجها الأم. تم تسمية هذه العاثيات بλ.
يمكن دمج الحمض النووي (الدنا) لعاثيات λ في كروموسوم الإشريكية القولونية ليعطي طليعة العاثيات، ثم يتكاثر مع الحمض النووي للبكتيريا المضيفة.
عندما تُحرَّض طليعة العاثيات لاحقًا لمغادرة المضيف، يجب أن تستخرج نفسها من الحمض النووي (الدنا) المضيف.
في بعض الأحيان، تكون عاثيات الحمض النووي (عاثيات الدنا) المُستخرجة مصحوبة بحمض (دنا) المضيف الجاور، والتي يمكن إدخالها في مضيف جديد بواسطة العاثيات. تسمى هذه العملية بالانتقال المتخصص.
أدّت صحيفة ليدربيرغ عن العاثيات λ لعام 1950، إلى فهم عملية الانتقال المتخصصة.

### عامل الخصوبة البكتيرية :F
عامل الخصوبة (المعروف أيضًا باسم عامل F) هو تسلسل الحمض النووي البكتيري الذي يأوي الجينات التي تسمح للبكتيريا بمنح الحمض النووي إلى بكتيريا متلقية عن طريق الاتصال المباشر في عملية تسمى الاقتران. يُنفّذ العامل F على شكل حلقة، والتي يمكن أن توجد إما كبلازميد مستقل أو تندمج في جينوم الخلية البكتيرية.
اكتشاف ليدربيرغ لعامل F نابع مباشرةً من تجاربها لرسم خريطة لمكان عاثيات λعلى كروموسوم الإشريكية القولونية بواسطة التقاطعات مع سلالات الإشريكية القولونية الأخرى ذات علامات وراثية معروفة.
عندما فشلت بعض التقاطعات في تكوين التوليف الجيني، اشتبهت في أن بعض سلالات الإشريكية القولونية فقدت عامل «الخصوبة». بكلماتها الخاصة قالت:
«فيما يتعلق باختبار الدلالات المتاحة... أوضحت البيانات أن هناك موضعًا محددًا للاستذابة. ... في سياق هذه الدراسات [رسم الخرائط الوراثية]، ...في يوم من الأيام، تعافت التوليفات الجينية (زيرو).... لقد اكتشفت فكرة وجود نوع من «عامل الخصوبة» الذي إذا لم يكن موجودًا، النتيجة تكون عدم حدوث التوليف الجيني، أسميت هذا ب F. وقد صُمم عدد من التجارب لتوضيح هذه الملاحظات.»

### الطلاء المتماثلة
حُلّت مشكلة استنساخ المستعمرات البكتيرية بشكل جماعي في نفس التكوين الهندسي كما هو الحال في (طبق أجار) لأول مرة بنجاح عن طريق الطلاء المتماثلة، كما فعلت استير وجوشوا ليدربيرغ. كان العلماء يكافحون من أجل التوصل إلى حل يمكن الاعتماد عليه لمدة عشر سنوات على الأقل قبل أن تنفذه ليدربيرغ بنجاح. وكانت رائدات المنافسة الأقل كفاءة للمنهجية هي المسواك، والورق، والفُرَش، والأسلاك، والمُعقمات متعددة الاستخدامات.
استخدمت ليدربيرغ طريقة الطلاء المتماثلة لإثبات أن طفرات المقاومة للبكتيريا والمضادات الحيوية نشأت في غياب العاثيات أو المضادات الحيوية.
سبق أن أوضحت لوريا وديلبروك الطبيعة التلقائية للطفرات. ومع ذلك، فشل العديد من العلماء في فهم الحجج الرياضية لنتائج لوريا وديلبروك، وتعرضت نظريتهم للتجاهل أو رُفضت من قبل علماء آخرين. سُوّي الخلاف عن طريق تجربة ليدربيرغ البسيطة لعملية الطلاء المتماثلة.

### مركز بلازميد المرجعي
عادت إستير ليدربيرغ إلى ستانفورد في عام 1959 مع جوشوا ليدربيرغ. بقيت في ستانفورد لتحقيق التوازن في حياتها المهنية في مجال البحوث، حيث قامت بإدارة مركز البلازميد المرجعي (بّي ار سي) في كلية الطب في ستانفورد من عام 1976 إلى عام 1986. نظمت وحفظت سجل البلازميدات في العالم، وترانسبوزونات (الجينات القافزة)، وتسلسل الغرز.
تقاعدت من منصبها في قسم علم الأحياء الدقيقة وعلم المناعة في ستانفورد في عام 1985، لكنها واصلت عملها في بّي ار سي كمتطوعة.

## الجوائز والأوسمة المهنية
- جائزة باستور مع جوشوا ليدربرغ من جمعية إلينوي للجراثيم عام 1956.
- زمالة فولبرايت في علم الجراثيم من جامعة ملبورن في أستراليا 1959.
- زمالة ما بعد الدكتوراه في علم الأورام، من جمعية السرطان الأمريكية 1969.
- زميل الجمعية الأمريكية لتطوير العلوم.
- رئيس قسم بجمعية البحث العلمي.
- أستاذ فخري في علم الأحياء الدقيقة وعلم المناعة في جامعة ستانفورد 1985.

## التحديات المهنية والتمييز بين الجنسين
صرح ستانلي فالكو عن إستر ليدربيرج بأنها «من الناحية التجريبية والمنهجية كانت عبقرية داخل المختبر»، واستُبعدت من كتابة فصل في كتاب «الفاج وأصول البيولوجيا الجزيئية» عام 1966 وذلك ضمن ذكرى علم الأحياء الجزيئية، وحسب المؤرخة  العلمية (برينا أبير - آم) فإن استبعادها كان «غير مفهوم» بالرغم من اكتشافاتها المهمة في علم الوراثة الجرثومية. وعزت أبير آم إقصاءها جزئياً إلى التحيز الجنسي الذي ساد في الستينيات.
صرحت لويجي لوكا كافالي سفورزا في وقت لاحق بأن «الدكتورة إستير ليدربيرج تمتعت بميزة العمل مع زوجها المشهور للغاية. ولكن في بعض الأحيان كانت هذه الشراكة بمثابة نكسة، لأنها حتماً لم ينسب لها القدر المستحق من الفضل في أعمالهما سويًا، وأنا أعلم أن عددًا قليلًا جدًا من الناس استفادوا من زميل في العمل مثل جوشوا».
ومثل غيرها من النساء الأخريات في جامعة ستانفورد، كافحت ليدربيرغ كي يُعترف بها مهنيًا، فعندما بدأ زوجها منصبه كرئيس لقسم الوراثة في جامعة ستانفورد عام 1959، تقدمت هي وامرأتان أخريين بطلب لعميد كلية الطب للعمل بها، وفي نهاية المطاف عُيّنت كأستاذ باحث ضمن أعضاء هيئة التدريس في قسم علم الأحياء الدقيقة والمناعة، ولكن هذا المنصب كان محل شك دائمًا. ووفقًا (لأبير- أم) فإن إستر كافحت من أجل البقاء داخل أسوار ستانفورد بعد طلاقها من جوشوا، وفي عام 1974 اضطرت أن تنتقل درجة علمية للأدنى لتصبح أستاذًا مساعدًا في علم الأحياء الدقيقة، وهو غير مناسب لأقدميتها المهنية، وكان من المفترض تجديد تعاقد تعيينها لمدى قصير الأجل، ولكن كل ذلك كان معتمد على تمويل المنحة الخاصة بها.

## اهتمامات أخرى

### الموسيقى
كانت تتمتع بحس موسيقي خصوصًا للموسيقى القديمة، وفي عام 1962 أسست أوركسترا «شبه الجزيرة» التي كانت مختصة لعزف مؤلفات القرن الثالث عشر وحتى العصور الحالية، بالإضافة إلى أنها كانت تهوى موسيقى الرقص والرقص نفسه، حتى إنها درست رقص النهضة والرقص الإليزابيثي. مع حبها للموسيقى السمفونية والأوبرالية وخصوصًا أوبرا جيلبرت وسوليفان.

### الأدب
كانت إستير ذات ذوق انتقائي في الأدب، فتضمنت مكتبتها الأعمال الكلاسيكية والمعاصرة لمؤلفين مثل جور فيدال، وأورسولا لي جوين، ومارغريت أتوود. وأحبّت أعمال تشارلز دوكنز، وجين أوستن، وكانت ترتبط بجمعيتين أدبيتين تحييان أعمال ذلكما الأديبين، واحدة خاصة بدوكنز في بالو ألتو، وجمعية خاصة بأوستن.

### علم النباتات والحدائق
أحبت ليدربرغ الحياة النباتية والحدائق، وشجعت على زراعة نباتات محلية مثل الخشخاش والترمس حول حرم جامعة ستانفورد، فبالإضافة لجمال مظهرها، لا تحتاج تلك النباتات إلى الري باستمرار، وهو اعتبار مهم كون الحرم الجامعي يقع في منطقة خليج سان فرانسيسكو حيث ينتشر الجفاف.

## الحياة الشخصية
تزوجت من جوشوا ليدربرغ عام 1946، وتطلقا عام 1968، وتزوجت من ماثيو سيمون عام 1993، وتوفيت في ستانفورد، كاليفورنيا، في 11 نوفمبر 2006 بسبب الالتهاب الرئوي وضعف عضلة قلبها عن عمر يناهز 83 عامًا.